# Mady Riehl
Mady Riehl, eigentlich Helga Riehl, geb. Weinert (* 30. September 1940 in Berlin), ist eine ehemalige deutsche Fernsehansagerin und -moderatorin und trat zu Beginn ihrer Laufbahn als Schlagersängerin und Schauspielerin in Erscheinung.

## Leben
Mady Riehl wuchs in Leipzig auf. Im Jahr 1955 siedelte sie in die Bundesrepublik Deutschland über. Dort durchlief sie eine kaufmännische Lehre und nahm anderthalb Jahre Gesangs- und Sprechunterricht. Mit 17 Jahren versuchte sie sich als Schlagersängerin und später als Schauspielerin. So debütierte sie 1959 als Darstellerin in der Filmkomödie Und noch frech dazu …, im Jahr darauf wirkte sie unter der Regie von Paul Martin in O sole mio mit. Nachdem sie im Filmgeschäft nicht Fuß fassen konnte, verdiente sie ihren Lebensunterhalt als Sekretärin.
1963 wurde Riehl neben Victoria Voncampe und Renate Oelschläger eine der ersten Ansagerinnen des neugegründeten Zweiten Deutschen Fernsehens. Beim Publikum beliebt war ihre Teilnahme an der ZDF-Spielshow Dalli Dalli, in der sie zwischen 1971 und 1986 neben Brigitte Xander und Ekkehard Fritsch (später: Christian Neureuther) stets der Jury angehörte. Bekannt wurde ihr Standardsatz „Wir müssen leider einen Punkt abziehen.“
Mady Riehl war auch als Ansagerin im Hörfunk tätig, so ab 1971 im Hessischen Rundfunk.
Sie war neben ihrer Arbeit als ZDF-Programmansagerin von 1986 bis 1991 auch als Sprecherin der heute-Nachrichten tätig.
2000 erkrankte Riehl an Krebs. Die Krankheit konnte geheilt werden.
In erster Ehe war Mady Riehl mit dem ZDF-Nachrichtensprecher Heinz Wrobel verheiratet. Von 1971 bis zu dessen Tod im März 2015 war sie mit dem Fernsehjournalisten, Drehbuchautor und Regisseur Hajo Schedlich verheiratet. Sie lebt in Mainz.

## Schlager
- 1960: Wir wollen niemals auseinander geh’n / Das Herz einer Frau (Grand Prix Eurovision 1960 – Deutsche Endausscheidung) – Mady Riehl und die Urbanos
- 1960: Weiße Rosen gabst Du mir / Wenn man den Richtigen findet – Mady Riehl und die Urbanos
- 1964: Du bist ein Mann / Straße des Glücks – Mady Riehl und die Saba-Studio-Combo

## Filmografie
- 1959: Und noch frech dazu …
- 1960: O sole mio
- 1978: Antiquitäten – Aus der Welt des Biedermaier (TV)